# 20 Feet from Stardom
20 Feet from Stardom är en amerikansk dokumentärfilm från 2013 i regi av Morgan Neville. Filmen utsågs till Bästa dokumentär vid Oscarsgalan 2014.
20 Feet from Stardom handlar om bakgrundssångare till stora stjärnor.
År 2023 valdes filmen ut för att bevaras i National Film Registry av USA:s kongressbibliotek då den anses vara ”kulturellt, historiskt eller estetiskt betydelsefull”.

## Medverkande
| - Darlene Love - Judith Hill - Merry Clayton - Lisa Fischer - Táta Vega - Jo Lawry - Stevvi Alexander - Lou Adler - Patti Austin - Chris Botti - Sheryl Crow - Mick Jagger | - Gloria Jones - David Lasley - Claudia Lennear - Lynn Mabry - Bette Midler - Janice Pendarvis - Bruce Springsteen - Sting - The Waters (Oren, Maxine och Julia Waters) - Stevie Wonder - Susaye Greene |

Arkivmaterial
- Ray Charles
- Michael Jackson
- Luther Vandross